# Vanil Noir
Il Vanil Noir (2.389 m s.l.m.) è una montagna delle Prealpi di Vaud e Friburgo nelle Prealpi Svizzere. È la montagna più alta delle Prealpi di Friburgo.

## Descrizione
Si trova lungo la linea di confine tra i cantoni di Vaud e Friburgo e costituisce il punto più elevato di quest'ultimo.